# الشرطة الوطنية في باراغواي

## منظمات إنفاذ القانون في باراغواي

### منظمات الشرطة السرية التاريخية
- (القسم الفني لقمع الشيوعية)
- (قسم التحقيق مع الشرطة)

### حاليا
- الشرطة الوطنية في باراغواي